# Carlotta
Carlotta är ett svenskt informationssystem för museer. Systemet började utvecklas vid Etnografiska museet, Stockholm. Etnografiska museet är ett av fyra museer som ingår i myndigheten Statens Museer för Världskultur. Övriga museer är Världskulturmuseet, Medelhavsmuseet och Östasiatiska museet. År 2008 beslutade myndigheten att alla museer i myndigheten ska använda Carlotta.  Utöver dessa museer används Carlotta av Kulturen i Lund, Helsingborgs museer, Malmö Museer, Göteborgs stadsmuseum, Vänermuseet i Lidköping, Norrbottens museum och Ájtte, Svenskt fjäll- och samemuseum.
Grundidén med Carlotta är att tillhandahålla ett flexibelt system som kan användas och anpassas till alla sorters museisamlingar. En utgångspunkt har varit CIDOC:s internationella sätt att namnge fält, vilket anpassats för svenska förhållanden som SWETERM i samarbete med CIDOC. Sedan 2010 är det möjligt för museer som använder Carlotta att leverera data till K-samsök vilket innebär att informationen också blir sökbar i Riksantikvarieämbetets söktjänst Kringla. Först ut med detta var Världskulturmuseet.